# فحفحة
الفحفحة ظاهرة صوتية لغوية قديمة تنسب لهذيل، وهي إبدال الحاء عينًا، ومن شواهده قراءة ﴿عَتَّىٰ حِينٍ﴾ ويبدو أن هذا خاص في حتى فقط، بدليل عدم إبدال الحاء في حين. وذُكر أنه يقابل (حتى) العربية (عد) في العبرية والآرامية والأكادية والسبئية.